# Lilly Scholz
Lilly Scholz   (Viena, 18 d'abril de 1903 - Viena, 14 de desembre de 1994) va ser una patinadora artística sobre gel austríaca, especialista en la modalitat de parelles, que va competir durant les dècades de 1920 i 1930.
El 1928 va prendre part en els Jocs Olímpics de Sankt Moritz on, fent parella amb Otto Kaiser, guanyà la medalla de plata en la prova parelles del programa de patinatge artístic.
Durant la seva carrera també guanyà el Campionat del Món de 1929 disputat a Budapest i sis campionats nacionals.

## Palmarès
Amb Otto Kaiser
| Prova                  | 1924 | 1925 | 1926 | 1927 | 1928 | 1929 |
| ---------------------- | ---- | ---- | ---- | ---- | ---- | ---- |
| Jocs Olímpics d'Hivern |      |      |      |      | 2a   |      |
| Campionat del Món      |      | 3a   | 2a   | 2a   | 2a   | 1a   |
| Campionat d'Àustria    | 1a   |      |      | 1a   | 1a   | 1a   |

Amb Willy Petter
| Prova               | 1931 | 1932 | 1933 |
| ------------------- | ---- | ---- | ---- |
| Campionat del Món   | 4a   |      |      |
| Campionat d'Europa  | 3a   | 2a   | 2a   |
| Campionat d'Àustria | 1a   | 1a   | 2a   |